# 神戸市立舞子小学校
神戸市立舞子小学校（こうべしりつ まいこしょうがっこう）は、兵庫県神戸市垂水区西舞子4丁目に所在する公立小学校。

## 沿革
- 1873年5月1日 - 明石郡山田村の民家を借りて傴松小学校と称して開校
- 1887年 - 山田簡易小学校に改称
- 1891年 - 山田尋常小学校に改称
- 1921年 - 舞子尋常小学校に改称
- 1922年 - 校舎移転
- 1941年 - 舞子国民学校に改称（神戸市に併合・須磨区に編入）
- 1947年 - 神戸市立舞子小学校に改称
- 1951年 - 校舎移転（現在地）
- 1962年 - 神戸市立東舞子小学校が分離独立
- 1965年 - 神戸市立多聞台小学校が分離独立
- 1966年 - 火災のため西校舎が消失
- 1967年 - 神戸市立西舞子小学校が分離独立

## 通学区域と進学先中学校
神戸市垂水区。
- 神戸市立舞子中学校
  - 狩口台6 - 7丁目、西舞子1 - 7丁目・8丁目（1・2・15・17～19番）・9丁目（1～2・15・17番以降）、舞子台8丁目（7～10番）、舞子坂1 - 2・3丁目（6・7番）
- 神戸市立星陵台中学校
  - 北舞子2 - 4丁目、舞子陵（西部）

## 校区周辺
- 舞子児童館
- 舞子六神社

## 交通
- 山陽バス
  - 52・53・54・191系統「舞子小学校前」より
  - 6系統「舞子小学校正門前」より

## 通学区域が隣接している学校
- 神戸市立東舞子小学校
- 神戸市立西舞子小学校
- 明石市立朝霧小学校
- 明石市立中崎小学校